# دينير غوميز
دينير غوميز (بالبرتغالية: Dener Augusto de Sousa‏) (2 أبريل 1971 بساو باولو في البرازيل - 18 أبريل 1994 بريو دي جانيرو في البرازيل) هو لاعب كرة قدم برازيلي في مركز الهجوم. شارك مع منتخب البرازيل لكرة القدم. أما مع النوادي، فقد لعب مع جمعية بورتوغيزا الرياضية وغريميو بورتو أليغرينزي ونادي فاسكو دا غاما.

## روابط خارجية
- دينير غوميز على موقع قاعدة بيانات كرة القدم.إي يو (الإنجليزية)
- دينير غوميز على موقع ناشيونال فوتبول تيمز (الإنجليزية)